# Fecundidad de reemplazo
La fecundidad de reemplazo se refiere a la fecundidad mínima necesaria para que una población cerrada (las migraciones se entienden aparte) se mantenga indefinidamente en el tiempo sin disminuir su volumen, y suele cifrarse en 2,1 hijos por mujer como promedio.
Se entiende así que cada mujer debe reproducirse a sí misma y a su pareja, y el decimal se debe a la mayor cantidad de nacidos varones y a la mortalidad previa a la llegada a la edad reproductiva. Sin embargo, pese a haber sido utilizado profusamente, y pese a haber servido para justificar políticas natalistas y alarmas sobre el futuro demográfico de muchos países, este nivel resulta en ocasiones falaz, pues puede resultar de una mala utilización de los principios del análisis de la reproducción.
La reproducción no depende únicamente de la fecundidad, sino que resulta de su balance con el otro componente, la mortalidad. En una población con una supervivencia escasa hasta las edades reproductivas, una fecundidad de 2,1 puede ser totalmente insuficiente para su reemplazo. Esto podría ocurrir, por ejemplo, durante la primera fase de la transición demográfica. De hecho, históricamente, ha sido corriente que las poblaciones se mantuviesen sin apenas crecimiento pero a costa de fecundidades superiores a 5 hijos por mujer. Y, al contrario, una población cuya supervivencia no hace más que aumentar puede mantenerse durante un tiempo definido con fecundidades inferiores al citado 2,1. El “reemplazo” poblacional, por tanto, y a diferencia del “reemplazo” individual, no depende solo del número de hijos que tengan las personas, sino que depende también de su estructura poblacional, el tiempo que viven, ellas y sus descendientes.